# Darkforce

Arte de Tom Grummett.

A Darkforce é um conceito fictício que aparece nas revistas em quadrinhos (banda desenhada em Portugal) americanas publicadas pela Marvel Comics. Trata-se de uma energia extra-dimensional poderosa que pode ser manipulada de maneiras ligeiramente diferentes por um punhado de seres que estão sintonizados com ela. A origem da Darkforce é desconhecida. Algumas histórias sugerem que, na verdade, é matéria de um universo paralelo que pode ser acessado por meios místicos. Sua primeira aparição foi em Os Campeões #7 (Agosto de 1976). Ao longo dos anos, a Darkforce gradualmente se tornou mais e mais uma presença entre os seres superpoderosos do Universo Marvel.
A Darkforce também tem aparecido no Universo Cinematográfico Marvel com o nome de Zero Matter (Matéria Zero no Brasil), especificamente nas séries de televisão Agents of S.H.I.E.L.D., Agent Carter e Cloak & Dagger. Darkforce não aparece em Doctor Strange, mas ambos são tie-ins para as histórias místicas, onde tudo não é explicado como ciência. Michele Fazekas, co-showrunner de Agent Carter, comentou sobre o conceito: "A coisa legal sobre o que aprendemos quando pesquisamos sobre a Darkforce ao longo da história dos quadrinhos da Marvel é que isso afeta as pessoas de diferentes maneiras. Darkforce criou um monte de super-heróis, criou um monte de vilões e tem todas essas propriedades diferentes. Poderia ser um líquido, poderia ser um gás, poderia ser um sólido, poderia lhe dar poderes, poderia te matar. Tem muitas aplicações diferentes."